# Colobopyga pritchardiae
Colobopyga pritchardiae är en insektsart som först beskrevs av Stickney 1934. 
Colobopyga pritchardiae ingår i släktet Colobopyga och familjen Halimococcidae. Inga underarter finns listade i Catalogue of Life.